# Guerra indo-pakistaní de 1971
La guerra indo-pakistaní de 1971, también conocida como la tercera guerra indo-pakistaní, fue un enfrentamiento militar entre India y Pakistán que tuvo lugar durante la Guerra de Liberación de Bangladés en Pakistán Oriental, desde el 3 de diciembre de 1971 hasta la capitulación pakistaní en Daca el 16 de diciembre de 1971. La guerra comenzó con la Operación Chengiz Khan de Pakistán, consistente en ataques aéreos preventivos contra ocho bases aéreas indias, al estilo de la Operación Foco que realizó Israel en 1967. Estos ataques llevaron a la India a declarar la guerra a Pakistán, lo que marcó su entrada en la guerra por la independencia de Pakistán Oriental, del lado de las fuerzas nacionalistas bengalíes. La entrada de India amplió el conflicto existente, con fuerzas indias y pakistaníes combatiendo tanto en el frente oriental como en el occidental.
Trece días después del inicio de la guerra, India obtuvo una clara ventaja, y el Comando Oriental del ejército pakistaní firmó el acta de rendición el 16 de diciembre de 1971 en Dacca, marcando la formación de Pakistán Oriental como la nueva nación de Bangladés. Aproximadamente 93 000 militares pakistaníes fueron hechos prisioneros por el Ejército Indio, incluyendo entre 79 676 y 81 000 uniformados de las Fuerzas Armadas de Pakistán, incluyendo algunos soldados bengalíes que habían permanecido leales a Pakistán. Los restantes 10 324 a 12 500 prisioneros eran civiles, ya fueran familiares del personal militar o colaboradores (razakars).
Se estima que miembros del ejército paquistaní y milicias islamistas pro paquistaníes que los apoyaban mataron entre 300 000 y 3 000 000 de civiles en Bangladés. Como resultado del conflicto, entre ocho y diez millones de personas más huyeron del país para buscar refugio en la India. Durante la guerra, miembros del ejército paquistaní y milicias islamistas pro paquistaníes llamadas Razakars violaron entre 200 000 y 400 000 mujeres y niñas bangladesíes en una campaña sistemática de violaciones genocidas.

## Antecedentes
El conflicto indo-pakistaní fue desencadenado por la Guerra de Liberación de Bangladés, un conflicto entre los tradicionalmente dominantes pakistaníes occidentales y la mayoría de pakistaníes orientales. La Guerra de Liberación de Bangladés se inició tras la elección pakistaní de 1970, en la cual la Liga Awami de Pakistán Oriental ganó 167 de los 169 escaños en Pakistán Oriental y aseguró una mayoría simple en la cámara baja de 313 escaños del Majlis-e-Shoora (Parlamento de Pakistán). El líder de la Liga Awami, Sheikh Mujibur Rahman, presentó los seis puntos al presidente de Pakistán y demandó el derecho a formar el gobierno. Después de que el líder del Partido del Pueblo Pakistaní, Zulfikar Ali Bhutto, se negara a ceder la presidencia del gobierno de Pakistán a Mujibur, el  Presidente Yahya Khan hizo una llamada al ejército, que estaba compuesto mayoritariamente por pakistaníes occidentales.
Empezaron los arrestos masivos de disidentes y se realizaron intentos de desarmar a los soldados y policías pakistaníes orientales. Tras varios días de huelgas y movimientos de no-cooperación, los militares pakistaníes empezaron la represión en Daca la noche del 25 de marzo de 1971. La Liga Awami fue prohibida y muchos miembros huyeron al exilio en India. Mujibur fue arrestado y conducido a Pakistán Occidental. 
El 27 de marzo de 1971, Ziaur Rahman, un mayor rebelde en el ejército pakistaní, declaró la independencia de Bangladés en nombre de Mujibur. En abril, los líderes exiliados de la Liga Awami formaron un gobierno en el exilio en el pueblo de Baidyanathtala en el distrito de Meherpur (actualmente en Khulna). Los Rifles de Pakistán Oriental, una fuerza de elite paramilitar, desertó a la rebelión. Una guerrilla de civiles, el Mukti Bahini, fue formada para apoyar al Ejército de Bangladés.

## Participación de India en la Guerra de Liberación de Bangladés

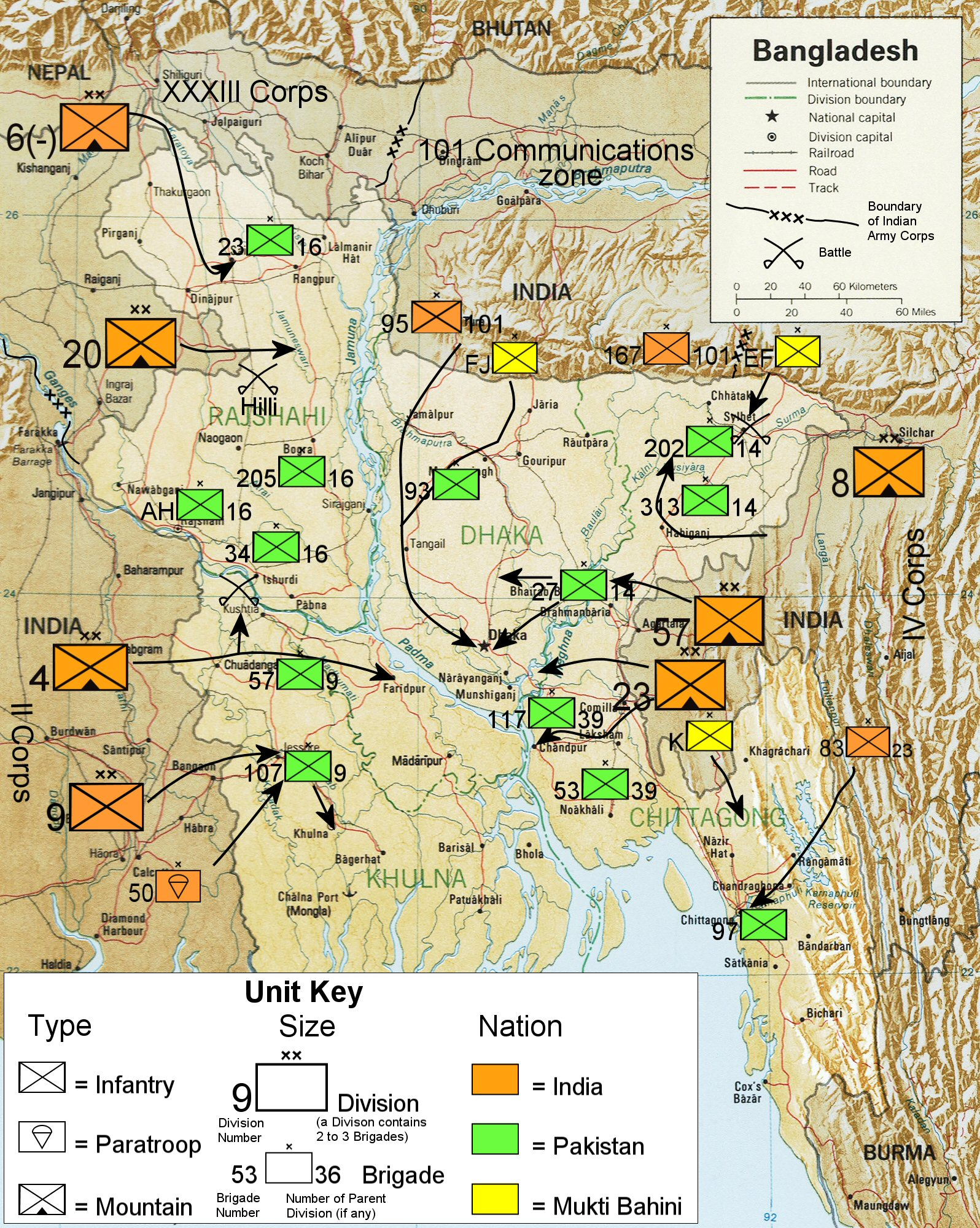
Ilustración de las unidades militares y los movimientos de tropa durante la guerra.

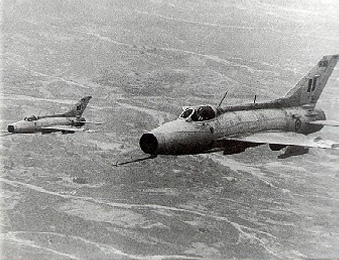
MiG-21 de la Fuerza Aérea India durante la guerra.

El 27 de marzo de 1971, la primera ministra de India, Indira Gandhi, expresó el apoyo incondicional de su gobierno a la lucha por la independencia del pueblo de Pakistán Oriental. La frontera de India con Pakistán Oriental se abrió para permitir buscar asilo a los refugiados en India. Los gobiernos de Bengala Occidental, Bihar, Assam, Megalaya y Tripura establecieron campos de refugiados a lo largo de la frontera. Los oficiales del ejército de Pakistán Oriental exiliados y trabajadores voluntarios de India empezaron inmediatamente a usar estos campos para el reclutamiento y el entrenamiento de las guerrillas de Mukti Bahini.
Conforme escalaba la violencia en Pakistán Oriental, un estimado de 10 millones de refugiados huyeron a India, causando dificultades financieras e inestabilidad en el país. Los Estados Unidos, un gran y estrecho aliado de Pakistán, prometió enviar armas y suministros a Pakistán Occidental.
A inicios del otoño de 1971, Indira Gandhi lanzó una ofensiva diplomática con una gira por Europa. Tuvo éxito al conseguir que el Reino Unido y Francia rompieran con los Estados Unidos para bloquear cualquier directiva pro-pakistaní en el Consejo de Seguridad de Naciones Unidas. El mayor golpe de Gandhi se dio el 9 de agosto, cuando firmó un tratado por veinte años de amistad y cooperación con la Unión Soviética, causando un gran shock en Estados Unidos y disminuyendo la posibilidad de que la República Popular China se involucrara en el conflicto. China, un aliado de Pakistán, había estado proveyendo de apoyo moral, pero poca ayuda militar y no envió tropas a su frontera con India.

## Guerra abierta entre India con Pakistán

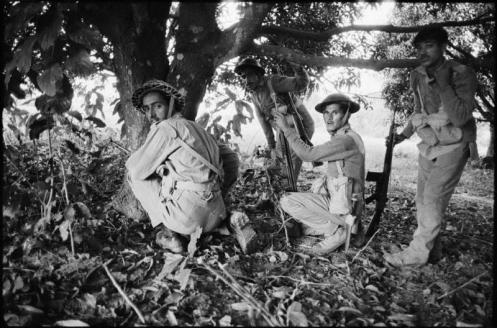
Soldados pakistaníes durante la guerra.

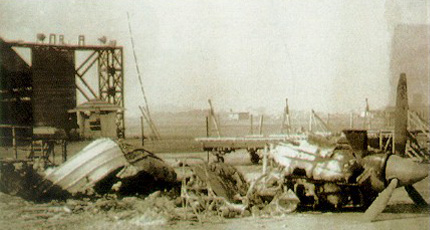
Un hangar de aviones destruido en el aeródromo de Dacca después de un ataque aéreo indio.

Para noviembre, la guerra parecía inevitable; una acumulación masiva de fuerzas indias en la frontera con Pakistán Oriental había empezado. Los militares indios esperaron el invierno, cuando el terreno seco haría más fácil las operaciones y los pasos del Himalaya estarían cerrados por la nieve, evitando cualquier intervención china. El 23 de noviembre, Yahya Khan declaró el estado de emergencia en todo Pakistán y dijo a su pueblo que se preparara para la guerra.
La noche del domingo 3 de diciembre la fuerza aérea pakistaní lanzó incursiones en ocho aeropuertos en el noroeste de la India, incluyendo Agra que estaba a 480 km de la frontera. Este ataque, denominado Operación Chengiz Khan, se inspiró en la Operación Foco que llevó a cabo la Fuerza Aérea Israelí como preludio de la Guerra de los Seis Días. A diferencia del ataque israelí contra las bases aéreas árabes en 1967, en el que participó un gran número de aviones israelíes, Pakistán no utilizó más de 50 aviones en India. Las pistas de aterrizaje indias estuvieron inutilizadas durante varias horas después del ataque.
India reaccionó con fuerza y declaró la guerra a Pakistán, y comenzó los ataques aéreos contra Pakistán a medianoche. En el frente oriental, las fuerzas conjuntas indias con el Mukti Bahini formaron la Mitro Bahini (fuerzas aliadas). El día siguiente, las fuerzas indias respondieron con un ataque aéreo coordinado, asalto marítimo y terrestre sobre el ejército pakistaní occidental en Pakistán Oriental. A diferencia de la guerra de 1965, cuando la fuerza aérea pakistaní atacó continuamente las bases aéreas indias, esta vez hubo pocos ataques de la fuerza aérea india.
Pakistán tenía dos objetivos centrales durante la guerra:
- Mantener a las fuerzas indias fuera de Pakistán Oriental el máximo tiempo posible. No era fácil para las tropas indias seguir de largo hasta Bangladés, pues esta región tenía muchos ríos que separaban el territorio. El transporte del ejército entero y la artillería a través de estos ríos no fue fácil.
- Ocupar tanto territorio como fuera posible en el lado occidental de India. Pakistán esperaba que India llegara a un punto muerto. Al final, se ordenó un cese al fuego y el territorio adquirido con anterioridad a la situación de estancamiento sería suyo.

El principal objetivo indio en el frente occidental fue impedir que Pakistán entrara en su suelo. No tenía intenciones de ocupar Pakistán.
Pakistán atacó en varios lugares a lo largo de la frontera oeste de India con Pakistán, pero el ejército indio mantuvo sus posiciones con éxito. El ejército pakistaní sufrió una derrota en la Batalla de Longewala, donde una fuerza de asalto de 2000-3000 soldados de la 51.ª. Brigada de Infantería del ejército pakistaní, apoyado por el 22.º. Regimiento Armado, fue repelido por unos 120 soldados de la compañía 'A' india y el 23.º. Regimiento de Punyab. El ejército indio respondió rápidamente a los movimientos del ejército pakistaní en el oeste y tuvo algunos avances, incluyendo la captura de alrededor de 14 000 km² del territorio pakistaní (los territorios ganados por India en la Cachemira pakistaní, Punyab pakistaní y sectores de Sind fueron más tarde cedidos en el Acuerdo de Simla de 1972, como un gesto de buena voluntad).
Por el mar, la Marina India tuvo éxito en la Operación Trident, el nombre dado al ataque al puerto de Karachi que tuvo como resultado la destrucción de 2 destructores y un dragaminas. Esta operación fue seguida por la Operación Python. Las aguas en el este fueron también aseguradas por la Marina India.
La Fuerza Aérea India efectuó 4.000 incursiones en el oeste mientras que su homólogo, la Fuerza Aérea Pakistaní también tuvo represalias, parcialmente debido a la escasez de personal técnico no-bengalí. Esta falta de represalias ha sido también atribuida a la decisión deliberada del Alto Mando de la FAP para reducir sus pérdidas, ya que había sufrido pérdidas enormes en el conflicto. En el este, el pequeño contingente aéreo del escuadrón 14 de la Fuerza Aérea de Pakistán Fuerza Aérea fue destruido, resultando en la superioridad aérea india. 
Sobrepasados por sus enemigos, los militares pakistaníes capitularon en menos de una quincena. El 16 de diciembre, las fuerzas pakistaníes en Pakistán Oriental se rindieron. El día siguiente el gobierno de Pakistán aceptó la tregua.

### Instrumento de Rendición
El Instrumento de Rendición fue firmado en Daca el 16 de diciembre de 1971 por el teniente general Jagjit Singh Aurora, el general comandante en jefe del comando oriental del Ejército Indio y teniente general Amir Abdullah Khan Niazi, comandante de las fuerzas pakistaníes en Bangladés, como el acta formal de rendición de todas las fuerzas pakistaníes en el antiguo Pakistán Oriental. La firma del documento puso fin a la guerra y llevó a la formación de Bangladés.

## Participación estadounidense y soviética

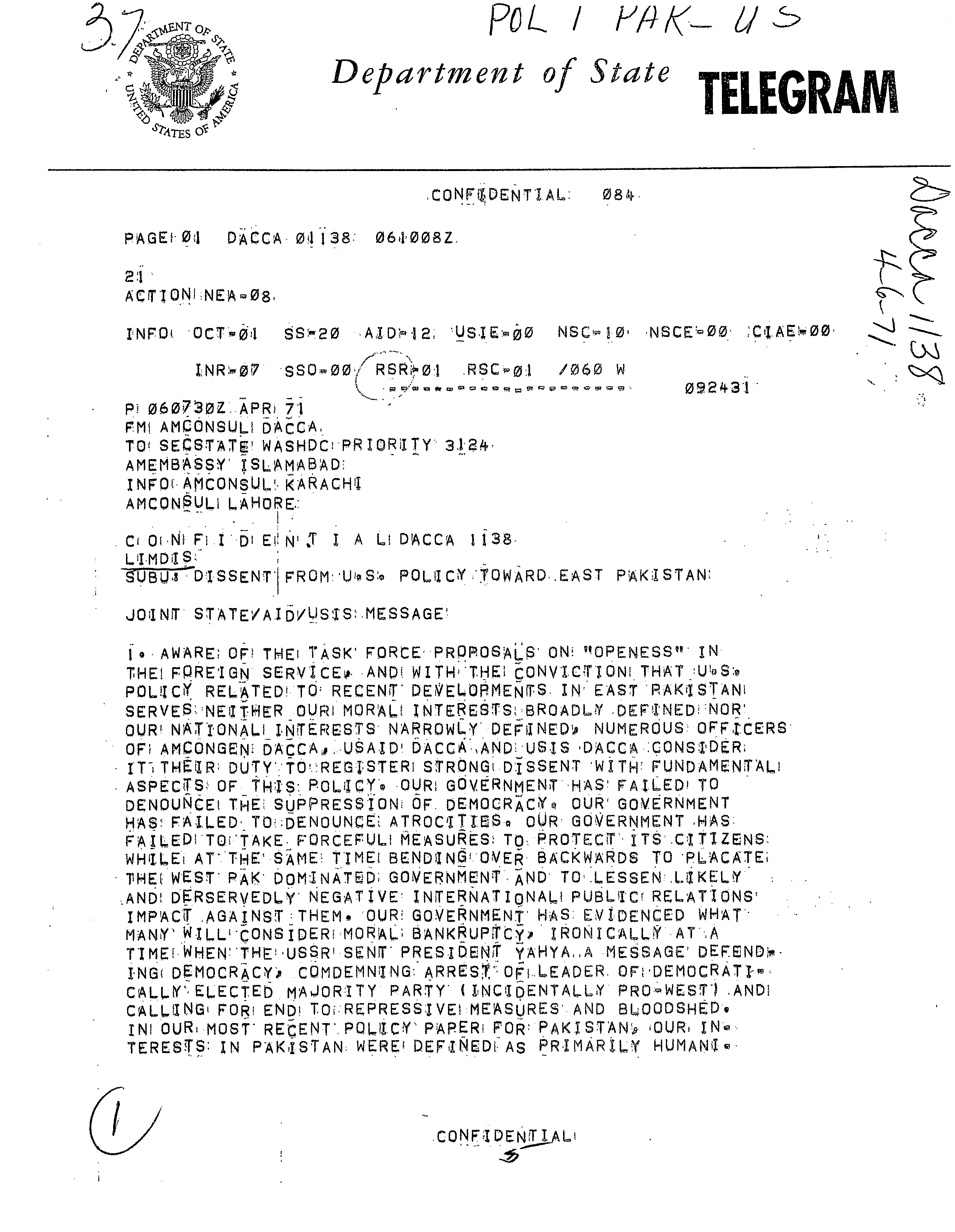
El telegrama de Blood

Los Estados Unidos apoyaron a Pakistán tanto política como materialmente. Richard Nixon respaldó a Henry Kissinger quien temía por una expansión soviética en el sur de Asia y en el Sureste Asiático. Pakistán era un aliado cercano de la República Popular China, con quien Nixon había estado negociando un acercamiento y a quien esperaba visitar en febrero de 1972. Nixon temía que una invasión india de Pakistán Occidental significaría una dominación total soviética de la región y que socavaría seriamente la posición global de los Estados Unidos y la posición regional de su nuevo aliado táctico, China. Para demostrar a China la buena voluntad de los Estados Unidos como aliado y en directa violación de las sanciones impuestas por el Congreso de los Estados Unidos sobre Pakistán, Nixon envió pertrechos militares a Pakistán, trasladándolos a través de Jordania e Irán, a la vez que estimulaba a China para que incrementara sus refuerzos armamentísticos a Pakistán.
La administración Nixon también ignoró los informes que recibió sobre las actividades genocidas del Ejército pakistaní en Pakistán Oriental, en especial el Blood Telegram. Cuando la derrota pakistaní en el sector oriental parecía inminente, Nixon envió el USS Enterprise a la Bahía de Bengala, un movimiento que significaba una amenaza nuclear. El "Enterprise" llegó a puerto el 11 de diciembre de 1971. El 6 de diciembre y el 13 de diciembre, la Armada Soviética despachó dos grupos de naves, armadas con misiles nucleares, a Vladivostok; ellos rastrearon al Escuadrón Estadounidense 74 en el Océano Índico del 18 de diciembre de 1971 hasta el 7 de enero de 1972. Los soviéticos también enviaron un submarino nuclear para contrarrestar la amenaza que representaba el USS "Enterprise" en el Océano Índico.
La política estadounidense hacia el fin de la guerra fue dictada fundamentalmente por una necesidad de restringir la escalada bélica en el sector occidental para evitar la desmembración de Pakistán Occidental. Años después de la guerra, muchos escritores norteamericanos criticaron las políticas de la Casa Blanca durante la guerra como muy deficientes y de mal servicio a los intereses de los Estados Unidos.
La Unión Soviética simpatizaba con la causa de Bangladés y apoyó al Ejército Indio y al Mukti Bahini durante la guerra al reconocer que la independencia de Bangladés debilitaría la posición de sus rivales, los Estados Unidos y China. La Unión Soviética dio garantías a la India sobre la adopción de contramedidas, en caso de que se desarrollara una confrontación con los Estados Unidos o China. Esa garantía se englobaba en el tratado de amistad indo-soviético, firmado en agosto de 1971.

## Efectos
La guerra terminó con la rendición de los militares pakistaníes a las fuerzas aliadas de India y Bangladés, conocidas en conjunto como Mitro Bahini. Bangladés se convirtió en un país independiente, el tercer Estado musulmán más poblado del mundo. La pérdida de Pakistán Oriental desmoralizó a los militares pakistaníes. El presidente Yahya Khan renunció para ser reemplazado por Zulfikar Ali Bhutto. Mujibur Rahman fue liberado de la prisión en Pakistán Occidental donde estaba encarcelado y regresó a Daca el 10 de enero de 1972. 
La extensión de las bajas en Pakistán Oriental no es conocida. Rudolph Joseph Rummel cita un estimado de entre uno y tres millones de personas muertas. Según otras estimaciones, el número de muertos fue inferior a 300.000. Al borde de la derrota en torno al 14 de diciembre, el ejército pakistaní y sus colaboradores locales asesinaron sistemáticamente a un gran número de médicos, maestros e intelectuales bengalíes, como parte de un pogromo en contra de las minorías hindúes que constituían la mayoría de los intelectuales urbanos. Los hombres jóvenes, especialmente estudiantes, que fueron vistos como posibles rebeldes también fueron un objetivo.
En términos monetarios y humanos, el costo de la guerra fue alto para Pakistán. En el libro Can Pakistan Survive', el escritor pakistaní Tariq Ali afirmó que "Pakistán perdió la mitad de su armada, un cuarto de su fuerza aérea y un tercio de su ejército." India capturó a aproximadamente 90.000 prisioneros de guerra, incluyendo a soldados pakistaníes y a sus colaboradores civiles de Pakistán Oriental. 79.676 prisioneros fueron personal uniformado, de los cuales 55.692 eran del ejército; 16.354, paramilitares; 5.296, policías; 1.000, de la marina; y 800 de la Fuerza Aérea Pakistaní. Los prisioneros restantes eran civiles, bien miembros de la familia de personal militar o bien colaboradores (razakars). El informe del Comité Hameedur Rahman creado por Pakistán listó a los prisioneros de guerra pakistaníes como sigue:
| Institución pakistaní             | Capturados |
| --------------------------------- | ---------- |
| Ejército                          | 54.154     |
| Marina                            | 1.381      |
| Fuerza Aérea                      | 833        |
| Paramilitares, incluyendo policía | 22.000     |
| Personal civil                    | 12.000     |
| Total                             | 90.368     |

La guerra tuvo como resultado una de las mayores rendiciones de fuerzas desde la Segunda Guerra Mundial. Si bien originalmente India quería juzgar a unos 200 prisioneros por crímenes de guerra por la brutalidad mostrada en Pakistán Oriental, el gobierno accedió finalmente a liberar a todos los prisioneros como un gesto de reconciliación. El Acuerdo de Simla firmado el año siguiente tuvo como resultado la devolución del control del territorio pakistaní (más de 15.000 km²) que había sido capturado durante la guerra, con miras a crear una "paz duradera" entre las dos naciones y para afirmar que India no tenía ambiciones territoriales.